# Скофенко Володимир Федорович
Володи́мир Фе́дорович Скофе́нко (1930–1994) — український дипломат, художник, журналіст. Постійний представник УРСР в ЮНЕСКО (1987—1991).

## Біографія

Могила Володимира Скофенка, Байкове кладовище

Народився в 1930 році в місті Харкові. Закінчив Київський державний університет ім. Т. Г. Шевченка, журналіст-міжнародник.
- У 1971 — радник Постійного представника УРСР при ООН, працював в ООН у Комітеті з космосу.
- З 1974 по 1979 — працював у Канаді.
- З 1984 по 1985 — заступник Постійного представника УРСР при ООН, представник УРСР у Раді Безпеки ООН.
- З 1985 по 1987 — працював у апараті ЮНЕСКО заступником начальника відділу з використання засобів масової інформації у малорозвинутих країнах.
- З 1987 по 13.05.1991 — Постійний представник УРСР в ЮНЕСКО.

- З 1991 по 1993 — начальник відділу культурних зв'язків Міністерства закордонних справ України.
- З 30.04.1992 — Надзвичайний і Повноважний Посланник України другого класу.

Автор картин «Хата» (олія), «В Карпатах», двох «Київських пейзажів» (акварелі), «Вечір на Волзі» (олія), «Монмартр» (пастель) та десятки малюнків старого Києва і Парижа. «Затока св. Лаврентія», «Річка в Оттаві», «Фіорд Сагеней», «Поле і гори Альберти», «Ніагара». Портрети «Жінка в білому», «Федір Сергійович Паторжинський», «Балерина Карен Кейн», «Пьєр Трюдо», «Старий артист», «Марія Стефюк», портрети дружини, сина, онуків. Неодноразово мав персональні виставки (спільно із дружиною), зокрема, посмертні.
Дружина — науковиця-біолог, художниця Алла Скофенко.
Помер у 1994 році. Похований на Байковому кладовищі (ділянка № 49а).